# Eddie Irvine
Edmund Irvine, Jr., detto Eddie (Newtownards, 10 novembre 1965), è un ex pilota automobilistico britannico, vicecampione del mondo di Formula 1 nel 1999.
Proveniente dall'Irlanda del Nord, dopo aver gareggiato per vari anni nelle categorie minori dell'automobilismo, vincendo il titolo di Formula Ford britannica nel 1987, riuscì a partecipare a dieci campionati di Formula 1, dal 1993 al 2002. Il suo debutto avvenne con la Jordan, scuderia con cui corse fino al 1995. Nel 1996 venne assunto dalla Ferrari con cui ottenne i suoi migliori risultati: quattro Gran Premi vinti e il secondo posto finale nella classifica piloti del 1999. Passato alla Jaguar nel 2000, chiuse la carriera nella massima serie con il team inglese due stagioni più tardi.
Terminata l'esperienza in Formula 1 si ritirò dal mondo delle corse, dedicandosi alla gestione di varie società di sua proprietà.

## Biografia
Eddie Irvine nacque a Newtownards, in Irlanda del Nord, da Edmund senior e Kathleen il 10 novembre 1965. Trascorse la sua infanzia nel piccolo villaggio di Conlig insieme alla famiglia, composta anche dalla sorella maggiore Sonia, che negli anni a seguire gli fece da fisioterapista fino al 1999. Compì gli studi al liceo Regent House Grammar School, senza mai eccellere particolarmente nei risultati.
Irvine è stato considerato come un pilota atipico nel panorama della Formula 1 moderna; era noto per i suoi flirt con varie donne, tra cui quello con Pamela Anderson. Ha anche una figlia di nome Zoe, nata nel 1996 da Maria Drummond, cittadina di Macao con origini scozzesi conosciuta nel 1988 e più volte sua compagna.
Al contrario poi di molti altri piloti ha vissuto per anni tra Milano, soprattutto nel periodo in cui correva in Ferrari, e Londra.
Nel 2004 ha avuto alcuni guai giudiziari per non essersi presentato davanti ai giudici inglesi per la seconda volta consecutiva dopo che era stato fermato alla guida di uno scooter per aver superato il limite di velocità di oltre trenta chilometri orari. L'ex pilota nel 2009 risultò protagonista di una rissa in una discoteca del milanese con il figlio dell'allora sindaco di Milano Letizia Moratti, a seguito del quale è stato denunciato per lesioni gravi; il nord irlandese, a sua volta, ha presentato una denuncia per lesioni e minacce aggravate. Il 9 gennaio 2014 sia Eddie Irvine che Gabriele Moratti vennero condannati in primo grado a sei mesi di reclusione senza condizionale, condanna poi confermata nel gennaio 2016 dalla Corte di cassazione.

## Carriera

### Gli inizi
Irvine cominciò a gareggiare con vetture da corsa nel 1983, incoraggiato dal padre; infatti il nord irlandese era inizialmente interessato alle moto, ma i genitori le ritenevano troppo pericolose e così venne spinto a cimentarsi nella Formula Ford. Dopo aver partecipato ad alcune gare, nel 1984 vinse la sua prima corsa a Brands Hatch, occasione in cui si aggiudicò anche il premio come miglior pilota. Nel 1986 riuscì a prendere parte ad alcune gare del RAC Formula Ford 1600 britannico dopo aver acquistato una monoposto della Van Diemen risalente all'anno precedente ed essersi accordato con la Auriga per avere una fornitura gratuita di motori, a patto di pagare di tasca propria le riparazioni. Nell'anno del suo debutto nella categoria, Irvine fornì alcune prestazioni di rilievo, prima di avere un calo di competitività nella seconda parte della stagione. Alla fine dell'anno venne comunque invitato dalla Van Diemen a svolgere un test comparativo con Roland Ratzenberger. I tempi di Irvine furono migliori e venne quindi assunto per il 1987. In quell'anno offrì un alto rendimento e riuscì a vincere il titolo di categoria, il Formula Ford Festival e il RAC Formula Ford.
A fine stagione partecipò, durante l'inverno, a un test organizzato dalla Marlboro in cui il vincitore avrebbe ottenuto un posto in F3 inglese; Irvine realizzò il miglior tempo e si garantì la partecipazione al campionato della suddetta serie automobilistica. Durante questa stagione non conquistò alcun successo, pur concludendo sei gare al secondo posto, e concluse il campionato in quinta posizione della classifica generale. Pur disponendo di una buona vettura, a detta del pilota britannico, pagò il fatto che il proprio motore Alfa Romeo non era competitivo quanto il Toyota dei suoi rivali. Partecipò anche al Gran Premio di Macao, facente parte del calendario del campionato di Formula 3, riuscendo a partire dalla pole position, senza però vincere la gara.
Prese inoltre parte, nell'autunno del 1988, a una sessione di test organizzata dalla Marlboro sul circuito di Imola per ottenere un posto in Formula 3000 nel team Pacific Racing per la stagione 1989. Irvine partecipò al confronto insieme a Emanuele Naspetti ed Érik Comas; risultò il più veloce dei tre e venne assunto. Affiancato da JJ Lehto, ritenuto allora giovane promessa dell'automobilismo, riuscì a concludere al nono posto precedendo il compagno di squadra, tredicesimo.
L'anno seguente firmò un contratto per correre in Formula 3000 con la scuderia Jordan. Durante la stagione conquistò una vittoria in Germania e concluse il campionato al terzo posto, ottenendo risultati migliori dei suoi compagni di squadra Heinz-Harald Frentzen ed Emanuele Naspetti. A fine anno prese parte nuovamente al Gran Premio di Macao e alla F3 Fuji Cup, concludendo sul podio entrambe le gare.

### Formula 3000 e Le Mans (1991-1994)

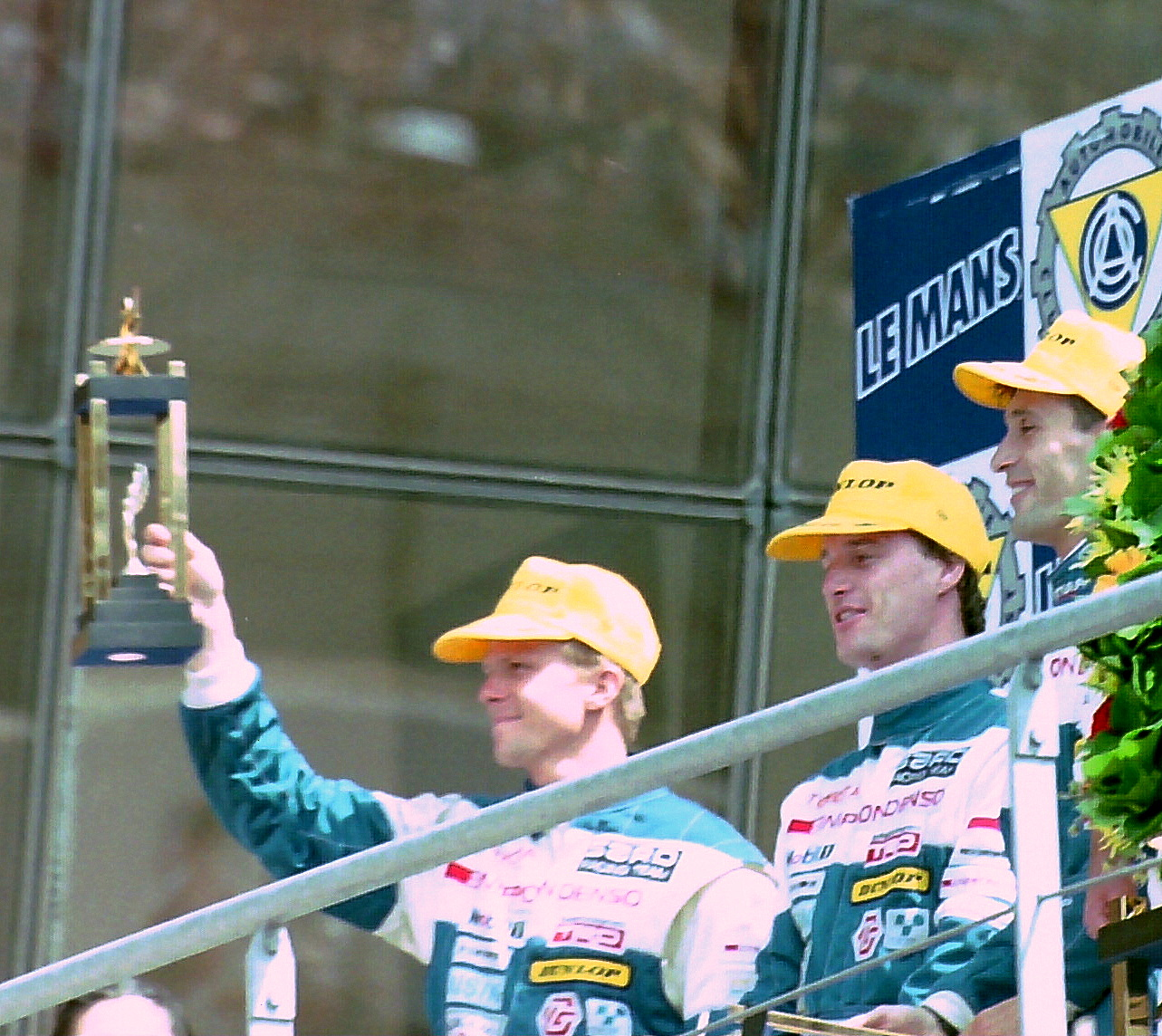
Da sinistra: Jeff Krosnoff, Irvine e Mauro Martini sul podio della 24 Ore di Le Mans come secondi assoluti dell'edizione 1994.

Il termine della stagione coincise, però, con la fine del rapporto con la scuderia irlandese. Pur avendo ricevuto alcune offerte per rimanere nella categoria, Irvine decise infine di accordarsi con la Cerumo e si trasferì in Giappone per gareggiare nella locale Formula 3000. Durante questi anni Irvine raramente si allenava e passava gran parte del tempo nelle discoteche. Nella prima stagione, il pilota britannico colse una vittoria sul circuito di Mine, ma ebbe varie difficoltà a causa della scarsa resa delle gomme Yokohama, poco performanti rispetto alle Bridgestone. Irvine chiuse la stagione d'esordio al settimo posto.
L'anno seguente, la sua squadra cambiò fornitore di pneumatici passando alle Dunlop. Irvine ottenne ottimi risultati in qualifica, conquistando tre pole position, ma in gara riuscì a imporsi solamente a Mine, chiudendo ottavo la stagione. Secondo il pilota, pur essendo molto competitivi sul giro singolo, i nuovi pneumatici degradavano troppo velocemente durante la gara, causando quindi l'impossibilità di lottare costantemente nelle posizioni di testa. Il problema venne risolto solo verso la fine della stagione, quando vennero forniti set di pneumatici da gara con una differente costruzione. Lo stesso anno partecipò per la prima volta alla 24 Ore di Le Mans guidando una Toyota e terminando al nono posto.
Nel 1993 Irvine risultò molto competitivo e poté combattere per la vittoria del titolo di categoria. Pur vincendo solo a Suzuka, si piazzò spesso sul podio e chiuse infine al secondo posto, a pari punti con Kazuyoshi Hoshino, dopo aver dovuto scartare un punto essendo validi, per regolamento, solo i sei migliori risultati ottenuti in stagione. Le buone prestazioni e l'aiuto di uno sponsor, lo riportarono all'attenzione di Eddie Jordan, con cui aveva già gareggiato alcuni anni prima, e che era in cerca di un pilota per disputare le ultime gare della stagione di Formula 1 in corso. Anche se inizialmente Jordan gli offrì di disputare gli ultimi tre Gran Premi, in seguito l'accordo venne raggiunto per le sole corse di Giappone e Australia, dato che Irvine era in lotta per la vittoria del titolo e la sua squadra non gli avrebbe concesso il benestare.
Nello stesso anno bissò la partecipazione alla 24 Ore di Le Mans come pilota ufficiale Toyota, guidando una TS010 e giungendo quarto. Maggiore fortuna ebbe l'esperienza del 1994 sempre alla Sarthe, ancora con Toyota, insieme allo statunitense Jeff Krosnoff e all'italiano Mauro Martini: l'equipaggio aveva condotto la corsa fino a novanta minuti dalla fine quando, rallentato da problemi al cambio, fu costretto a concludere al secondo posto assoluto.

### Formula 1

#### I primi anni in Jordan (1993-1995)
1993
Irvine debuttò in Formula 1 nel Gran Premio del Giappone 1993, penultima gara della stagione, alla guida di una Jordan, cogliendo punti già alla prima corsa, con un sesto posto dopo essere partito dall'ottava piazza. Inoltre nel finale di gara si sdoppiò da Ayrton Senna, leader della corsa, e lo ostacolò provocando una sua reazione negativa. Nel dopo gara, infatti, a seguito anche di alcune dichiarazioni del nord irlandese, il brasiliano andò nei box Jordan e, dopo una discussione, gli sferrò un pugno. Nel successivo appuntamento mondiale non riuscì a giungere al traguardo, in quanto fu costretto al ritiro dopo dieci giri per incidente.
Al termine dei due Gran Premi, Irvine era intenzionato a tornare in Giappone per dedicarsi alla Formula 3000 locale, ma Eddie Jordan decise di offrirgli un contratto come pilota ufficiale.
1994

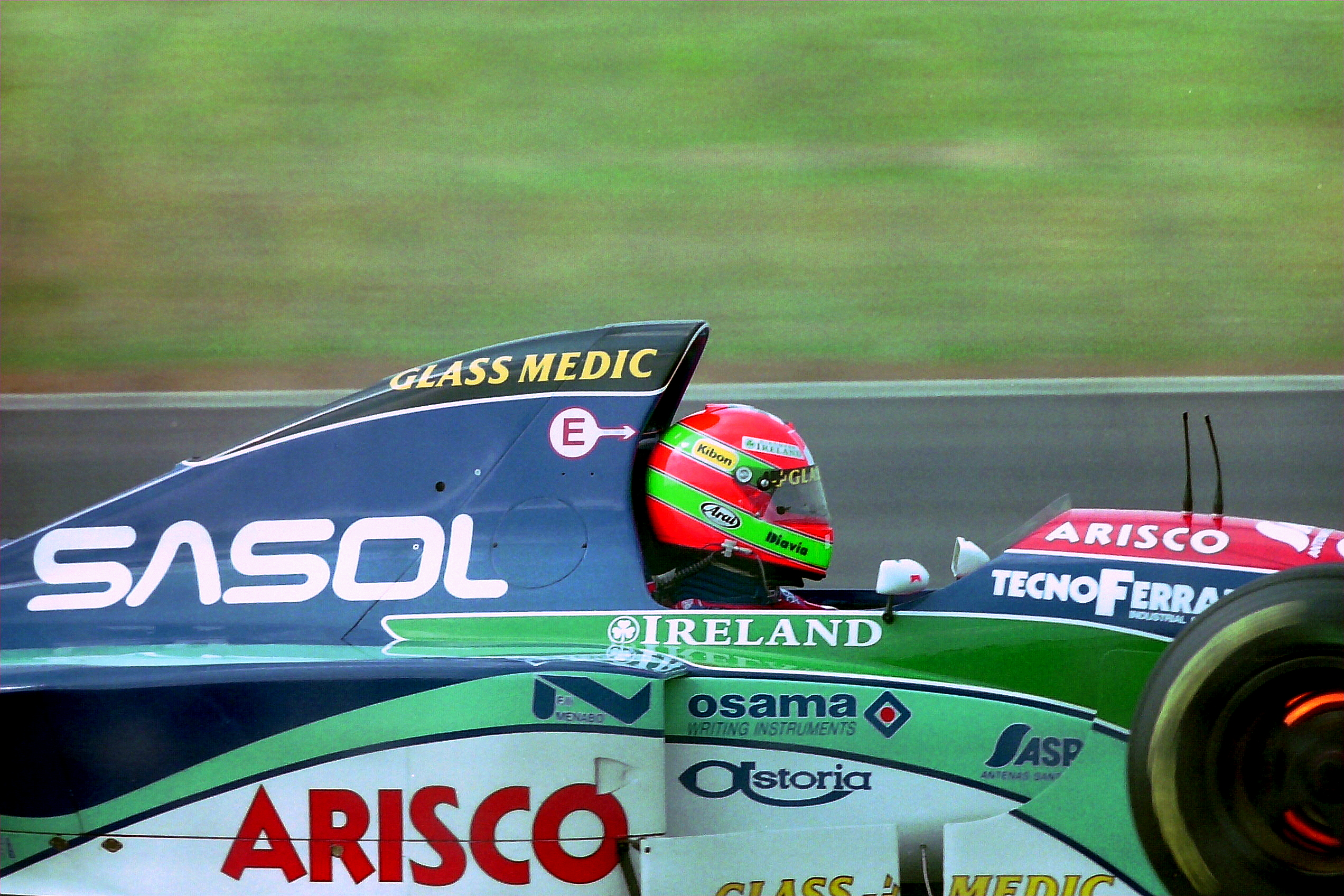
Irvine impegnato al Gran Premio di Gran Bretagna 1994, concluso con un ritiro.

Irvine firmò un accordo triennale e corse quindi la stagione 1994 con la Jordan. Al Gran Premio del Brasile, prima gara della stagione, fu protagonista di un incidente multiplo. A metà corsa, durante il doppiaggio di Éric Bernard, non si rese conto che Jos Verstappen, che lo seguiva, aveva iniziato una manovra di sorpasso nei suoi confronti e spinse il pilota olandese con una ruota sull'erba; Verstappen perse il controllo e urtò le vetture di Irvine, Bernard e Martin Brundle, che li precedeva. La Federazione decise quindi di multare Irvine per 10.000 dollari e lo squalificò per una gara. Presentò quindi un appello alla FIA, che continuò a ritenerlo responsabile dell'accaduto. Gli venne revocata la multa ma, anche a causa del comportamento del pilota, la squalifica venne prolungata a tre gare.
Al suo ritorno andò subito a punti con un sesto posto, ma la parte centrale della stagione fu deludente e senza risultati, con cinque ritiri consecutivi e una settima piazza come miglior risultato. Inoltre al Gran Premio d'Italia si rese protagonista di un incidente al via che eliminò tre vetture. Fu quindi ordinata una nuova partenza e Irvine venne retrocesso in fondo alla griglia. In aggiunta, fu sospeso per una gara con la condizionale. Ritenendosi punito ingiustamente per la seconda volta dopo i fatti di Interlagos, Irvine meditò l'abbandono della Formula 1 per tornare in Giappone, ma Eddie Jordan lo convinse a continuare la sua esperienza nella massima serie. Nelle ultime gare Irvine riuscì a conquistare cinque punti, concludendo la stagione al sedicesimo posto.
1995

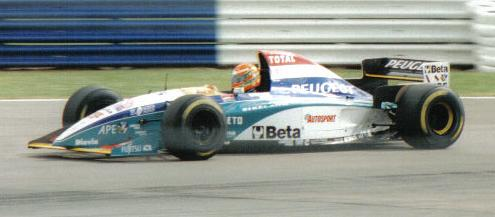
Irvine a Silverstone

Il nord irlandese continuò quindi in Jordan anche nel 1995. Dopo un ritiro per problemi al cambio alla gara d'esordio, al Gran Premio d'Argentina Irvine riuscì a qualificarsi al quarto posto, ma al via causò un incidente che coinvolse varie vetture e fu necessaria una seconda partenza. Fu poi costretto al ritiro dopo sei giri per una perdita d'olio. Ottenne quindi il quinto posto al Gran Premio di Spagna e, dopo un ritiro a Monaco, giunse terzo al Gran Premio del Canada, preceduto da Jean Alesi su Ferrari e dal compagno di scuderia Rubens Barrichello, salendo quindi sul podio per la prima volta in carriera.
Le sue prestazioni suscitarono l'interesse della Ferrari in cerca di un secondo pilota da affiancare al campione del mondo in carica Michael Schumacher per il 1996. La scelta ricadde su di lui, dopo i rifiuti di Coulthard, già accordatosi con la McLaren, e di Martin Brundle. Irvine, contattato pure da Ligier, si disse interessato all'offerta e la casa di Maranello versò alla Jordan tre milioni di dollari per liberare il pilota, visto che il suo contratto era stato opzionato anche per la stagione successiva. Firmò quindi un accordo triennale con la casa di Maranello, con opzioni di rinnovo per il 1997 e il 1998; il passaggio venne ufficializzato alla fine di settembre del 1995.
Nel frattempo, al Gran Premio del Belgio, Irvine fu sfortunato protagonista di un grave incidente ai box, in quanto la sua vettura prese fuoco durante il rifornimento, ma riuscì ad uscirne senza gravi lesioni. Nel finale della stagione il pilota ottenne altri quattro punti che gli permisero di terminare la stagione al dodicesimo posto.

#### Gli anni in Ferrari (1996-1999)
1996
Approdato alla Ferrari, Irvine andò incontro a una preparazione della stagione difficoltosa. La nuova Ferrari F310 ebbe una genesi travagliata e fu pronta solo a metà febbraio. Irvine provò poco la macchina durante l'inverno, e spesso sorsero problemi di affidabilità che facevano interrompere i test per verificare l'origine dei guasti. Nonostante ciò, al Gran Premio d'Australia, che apriva la stagione, Irvine riuscì a qualificarsi davanti a Michael Schumacher e ottenne al debutto il terzo posto in gara, sebbene si fosse manifestato un problema al motore nei giri finali.

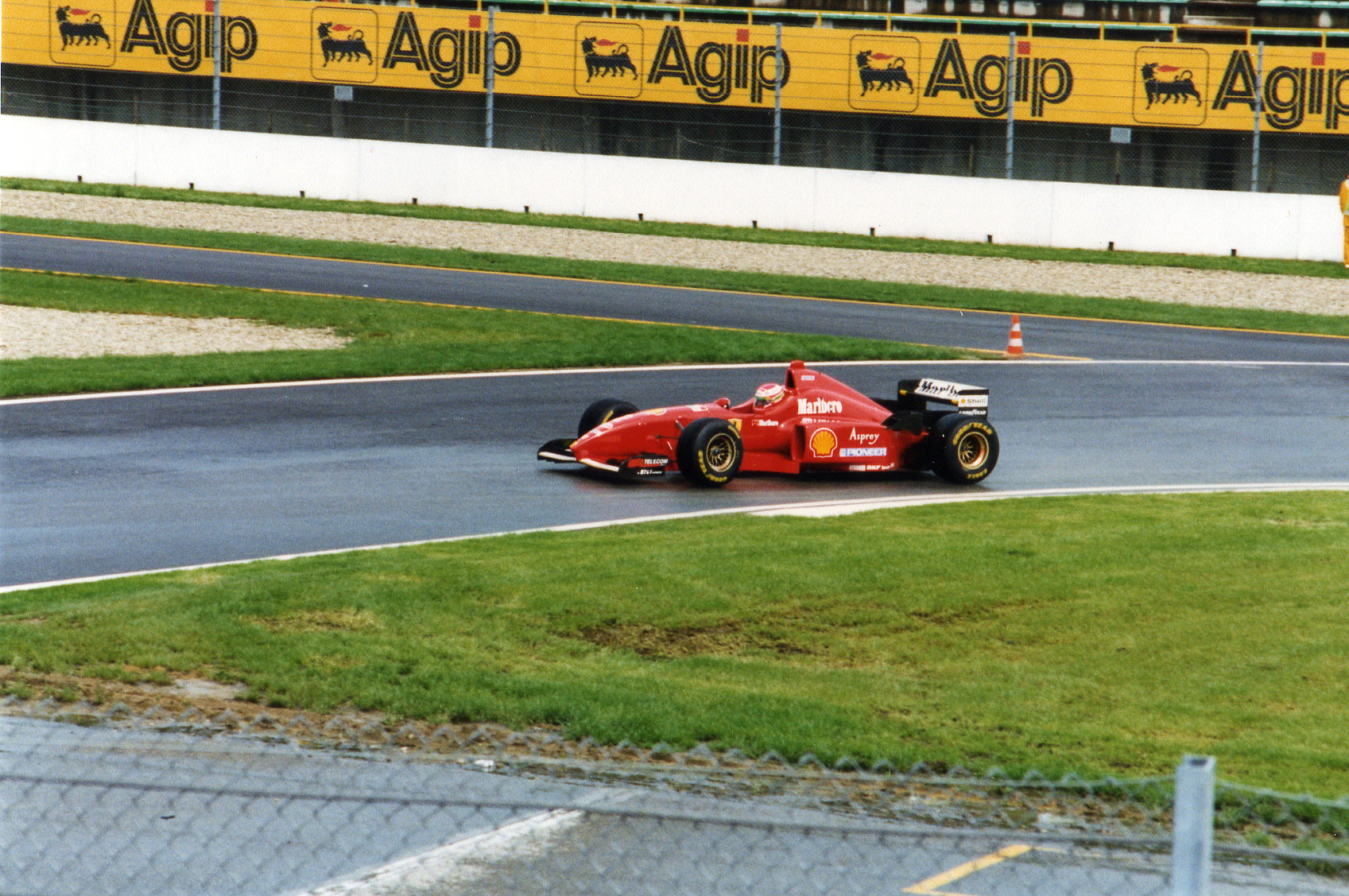
Eddie Irvine impegnato nelle prove libere del Gran Premio di San Marino, da lui concluso al quarto posto.

Nel prosieguo del campionato, incontrò maggiori difficoltà e i suoi risultati furono meno brillanti. Nella prima parte di stagione, già a partire dal Gran Premio del Brasile, la Ferrari tornò ad utilizzare il cambio dell'anno precedente viste le continue rotture nei test. Irvine fu settimo in Brasile e si piazzò successivamente quinto in Argentina, nonostante varie difficoltà a trovare l'assetto ideale per la corsa e con la propria monoposto che soffriva l'andamento irregolare della pista. Al Gran Premio d'Europa, mentre lottava al centro del gruppo e lamentava problemi di sovrasterzo e sottosterzo, fu protagonista di un incidente con Olivier Panis che ne causò il ritiro. Nelle gare seguenti ottenne solo un quarto posto ad Imola e per otto volte consecutive fu costretto al ritiro, sia per errori propri che, in particolar modo, per problemi al cambio. L'introduzione di novità tecniche sulla monoposto, tra cui la più rilevante fu la nuova versione della F310 con muso rialzato utilizzata a partire dal Gran Premio del Canada, seppur ritenuta migliorativa da Irvine, non portò al pilota britannico particolari benefici. La striscia negativa di ritiri venne interrotta solamente al penultimo Gran Premio, in Portogallo, con un quinto posto. Irvine concluse quindi il campionato al decimo posto, con undici punti conquistati.
Anni dopo descrisse la Ferrari F310 come una delle peggiori vetture da lui guidate in carriera, in particolare per l’inefficiente gestione delle gomme posteriori. Individuò tra le ragioni delle sue prestazioni deludenti sia i pochi test eseguiti, sia il fatto di non essere mai riuscito ad adattare il suo stile di guida alla monoposto, che soffriva di un elevato sottosterzo in curva.
1997

Irvine s'intrattiene con dei tifosi della Ferrari durante il Motor Show di Bologna, 14 dicembre 1997.

La prima gara del 1997 vide subito Irvine protagonista di un incidente: al Gran Premio d'Australia, dopo una buona partenza dalla terza fila, sbagliò la frenata e speronò la Williams di Jacques Villeneuve alla prima curva, causandone il ritiro. L'episodio causò varie polemiche, soprattutto da parte del canadese, che si sarebbero trascinate fino a fine stagione. Dopo un sedicesimo posto in Brasile, dovuto anche ad un incidente al via e a difficoltà di guida della vettura, riuscì a concludere al secondo posto il Gran Premio d'Argentina, dopo essere partito settimo, a pochi decimi da Villeneuve, che non era in perfette condizioni fisiche ed era afflitto da problemi ai freni. Nei successivi due appuntamenti mondiali ottenne due terzi posti, ma questa serie di risultati fu interrotta al Gran Premio di Spagna, gara in cui si attirò pure le critiche di Panis e Alesi per averli ostacolati durante il doppiaggio. Nel successivo Gran Premio, in Canada, il ferrarista fu coinvolto in un incidente al via. Dopo un altro terzo posto in Francia, Irvine fu protagonista di una serie di gare che lo videro o ritirato oppure fuori dalla zona punti. Durante l'estate, comunque, gli venne rinnovato il contratto che lo legava alla scuderia di Maranello. La serie negativa di risultati ebbe fine soltanto al Gran Premio del Giappone, che il nord irlandese concluse al terzo posto dopo essersi lasciato superare da Schumacher nelle prime fasi di gara, mentre si trovava in testa. Dopo un quinto posto nella gara conclusiva della stagione concluse settimo in classifica piloti con ventiquattro punti.
1998

Da destra: Irvine sul podio di Imola nel 1998, con il vincitore David Coulthard e il secondo classificato Michael Schumacher, compagno di squadra del nordirlandese nel periodo di permanenza in Ferrari.

Dopo numerose prove invernali, si arrivò al primo Gran Premio della stagione. L'inizio del campionato fu però deludente per Irvine, che non andò oltre un quarto posto in Australia e un ottavo in Brasile, quest'ultimo dovuto anche ad un'influenza che aveva debilitato il pilota per tutto il fine settimana. Dopo questi risultati riuscì ad arrivare sei volte a podio su sette gare, con solo un ritiro dovuto ad un incidente con Fisichella, che suscitò molte polemiche. Durante queste gare Irvine realizzò, al Gran Premio di Francia, la prima doppietta con Michael Schumacher e la prima della Ferrari dopo otto anni. In seguito in Austria ottenne un quarto posto, facendosi superare dal compagno di squadra negli ultimi giri, e pochi giorni dopo gli venne rinnovato il contratto per l'anno successivo. Dopo tre gare senza risultati realizzò con Schumacher la seconda doppietta della stagione, concludendo alle spalle del compagno di squadra il Gran Premio d'Italia, ma al successivo appuntamento mondiale non andò oltre la quarta piazza, rendendosi anche protagonista di un errore che favorì la rimonta del pilota McLaren Mika Häkkinen. Concluse poi secondo l'ultima gara della stagione terminando il campionato quarto con quarantasette punti ottenuti.
1999
Il 1999 si aprì per Irvine con la prima vittoria in carriera in Formula 1 (portando la Ferrari a 120 vittorie complessive): al Gran Premio d'Australia arrivò primo davanti a Frentzen e Ralf Schumacher, favorito anche dai ritiri delle due McLaren e da vari guasti avuti dal compagno di squadra che non andò oltre l'ottavo posto. Seguirono due gare avare di soddisfazioni, in quanto al Gran Premio del Brasile chiuse al quinto posto, anche a causa di un problema alle valvole pneumatiche, e ad Imola un guasto al motore ne causò il ritiro mentre occupava la terza posizione. Due settimane dopo, a Monaco, ottenne un secondo posto, contribuendo a realizzare una doppietta con il compagno di squadra. Dopo una quarta piazza al Gran Premio di Spagna, complice una brutta partenza e un circuito sfavorevole alla Ferrari, Irvine ottenne il terzo posto al Gran Premio del Canada facendo segnare, per la prima e unica volta in carriera, il giro più veloce.

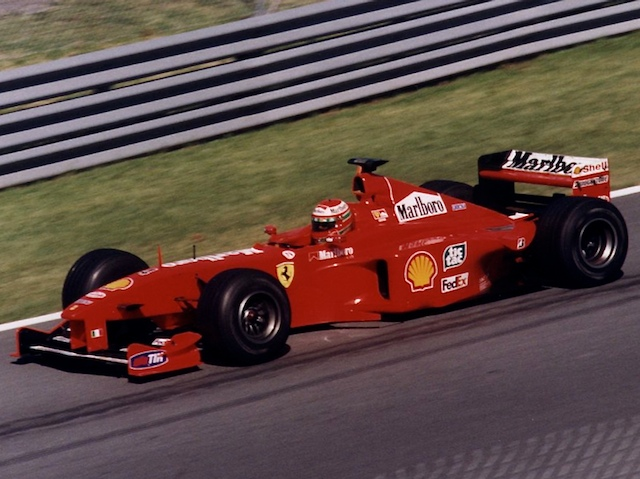
Irvine impegnato nel Gran Premio del Canada del 1999.

Durante l'appuntamento mondiale in Gran Bretagna a metà luglio Schumacher subì un incidente che compromise la sua stagione, in quanto si era fratturato la gamba destra. Il nordirlandese divenne quindi il primo pilota della scuderia e gli venne affiancato Mika Salo. Nelle due gare seguenti Irvine ottenne due vittorie, anche grazie al compagno di squadra che si fece superare al Gran Premio di Germania consegnandogli la prima posizione, e fu quindi in grado di portarsi in testa alla classifica del campionato piloti. Mika Häkkinen riuscì, però, a recuperare tutto lo svantaggio accumulato, probabilmente anche a causa di un calo di competitività della monoposto di Irvine dovuto al telaio, e i due si ritrovarono con il medesimo punteggio al Gran Premio d'Europa. Durante la corsa disputatasi al Nürburgring Irvine concluse settimo a causa di un errore ai box, in quanto i meccanici Ferrari non riuscivano a trovare uno pneumatico e il pilota perse venti secondi.
Negli ultimi due Gran Premi ritornò in pista Michael Schumacher, che dichiarò di voler aiutare il compagno di squadra a conquistare il titolo. Al Gran Premio di Malesia, infatti, il tedesco diede un contributo determinante alla vittoria del nordirlandese, ma, dopo la gara, la Ferrari venne squalificata per deflettori non conformi al regolamento. Il team di Maranello ricorse poi in appello e gli furono restituiti i punti conquistati. Si arrivò quindi all'ultimo Gran Premio, con Irvine in vantaggio di quattro punti. Schumacher conquistò la pole position, ma, alla partenza, venne superato da Häkkinen, che non lasciò più il comando della gara, mentre Irvine, partito quinto, non andò oltre un terzo posto, concludendo così secondo nel mondiale, a due punti dal rivale finlandese. La Ferrari riuscì comunque a conquistare il titolo costruttori.
Alcuni anni dopo, in risposta ad alcune voci infondate, Irvine rivelò che, in seguito all'incidente di Schumacher a Silverstone, la sua squadra, ritenendo difficile la conquista del titolo, preferì concentrarsi sulla stagione successiva e aveva quindi interrotto lo sviluppo della vettura; i collaudi che venivano effettuati non portavano in realtà particolari benefici e servivano per lo più a dimostrare che il team voleva aiutarlo a conquistare il titolo mondiale.

#### Il periodo in Jaguar (2000-2002)
2000

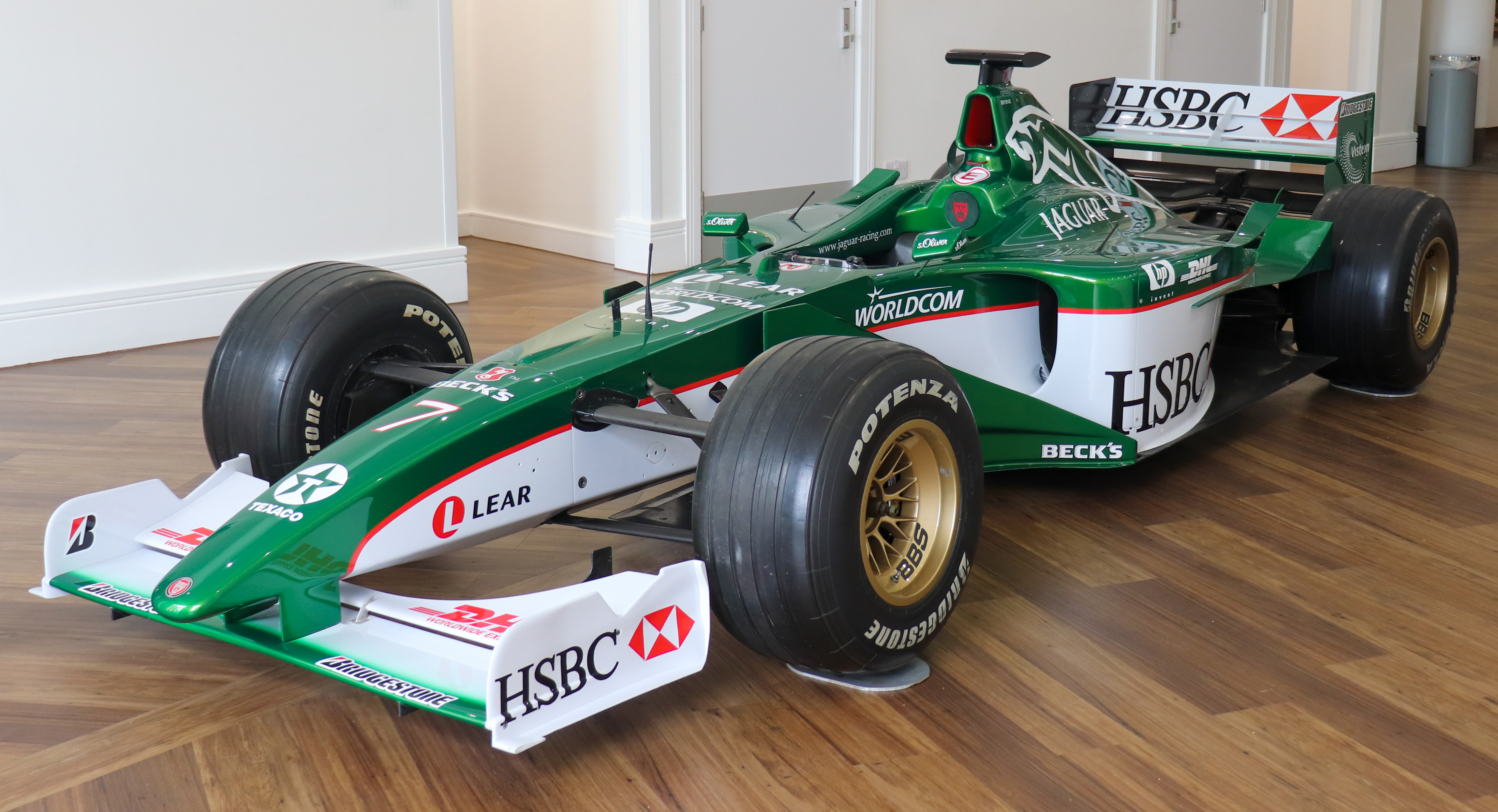
La Jaguar R1 che Irvine utilizzò nel 2000.

Nel 2000 passò alla Jaguar, per contrasti con la Ferrari riguardanti il ruolo di prima guida, ma, nonostante l'elevato budget a disposizione della scuderia, non ottenne buoni risultati. La Jaguar R1, pur mostrando una discreta competitività in qualifica, soprattutto a inizio stagione peccava di affidabilità e i suoi piloti vennero spesso costretti al ritiro. Inoltre, la struttura organizzativa non era completamente funzionale e, nel corso dell'anno, la Jaguar decise di utilizzare la galleria del vento dell'Università di Southampton in aggiunta alla propria in California per implementare nuove soluzioni aerodinamiche. Lo stesso Irvine, inoltre, non riuscì a porsi come leader della squadra e il suo atteggiamento spesso polemico creava frizioni all'interno del team.
La stagione fu dunque complicata per il pilota britannico: dopo due ritiri nei primi due appuntamenti mondiali, Irvine concluse settimo al Gran Premio di San Marino e ottenne i primi punti al Gran Premio di Monaco, con un quarto posto, nonostante non potesse bere a causa di un malfunzionamento dell'impianto che attraverso una cannuccia fornisce l'acqua ai piloti durante le gare. Nelle corse successive non fece registrare risultati di rilievo e fu costretto pure a saltare il Gran Premio d'Austria a causa di crampi allo stomaco. Il nord irlandese riuscì poi a conquistare un sesto posto al Gran Premio della Malesia e chiuse la stagione tredicesimo con quattro punti.
2001
La deludente stagione d'esordio portò a cambiamenti interni al team, tra cui l'arrivo di Bobby Rahal nelle vesti di direttore operativo con lo scopo di riorganizzare la squadra. Il rapporto iniziale tra i due fu di fiducia, ma le critiche di Irvine alla squadra dopo i tempi dei test invernali poco soddisfacenti causarono le prime frizioni con il team principal.
La stagione 2001 fu nuovamente difficile per Irvine, che non ottenne risultati di rilievo. La Jaguar R2, definita da Irvine come la peggior vettura che avesse mai guidato, raramente gli consentì di finire le gare e collezionò, a fine anno, undici ritiri su diciassette gare. Dopo sei gare fuori dalla zona punti con un settimo posto come miglior risultato, il pilota riuscì ad ottenere il terzo posto al Gran Premio di Monaco. Alla fine di questa gara si segnalò anche per aver espresso varie critiche a Rubens Barrichello, suo successore in Ferrari, riguardo al comportamento di quest'ultimo all'interno della scuderia. Durante la parte centrale della stagione, non ottenne alcun punto, ma fu protagonista, al Gran Premio del Belgio di un incidente insieme al brasiliano Luciano Burti, che cercava di superarlo alla curva Blanchimont. Burti si schiantò a oltre trecento chilometri orari contro le barriere di protezione e, una volta ripresosi, accusò duramente Irvine, ritenendolo responsabile dell'accaduto. Al Gran Premio degli Stati Uniti, infine, conquistò un quinto posto e chiuse il campionato dodicesimo con sei punti ottenuti.
L'annata fu caratterizzata anche da vari contrasti con Bobby Rahal, che riteneva il maggior responsabile della scarsa competitività della vettura e che accusò di aver fatto su di lui affermazioni false. Rahal diede le dimissioni durante il corso della stagione.
2002

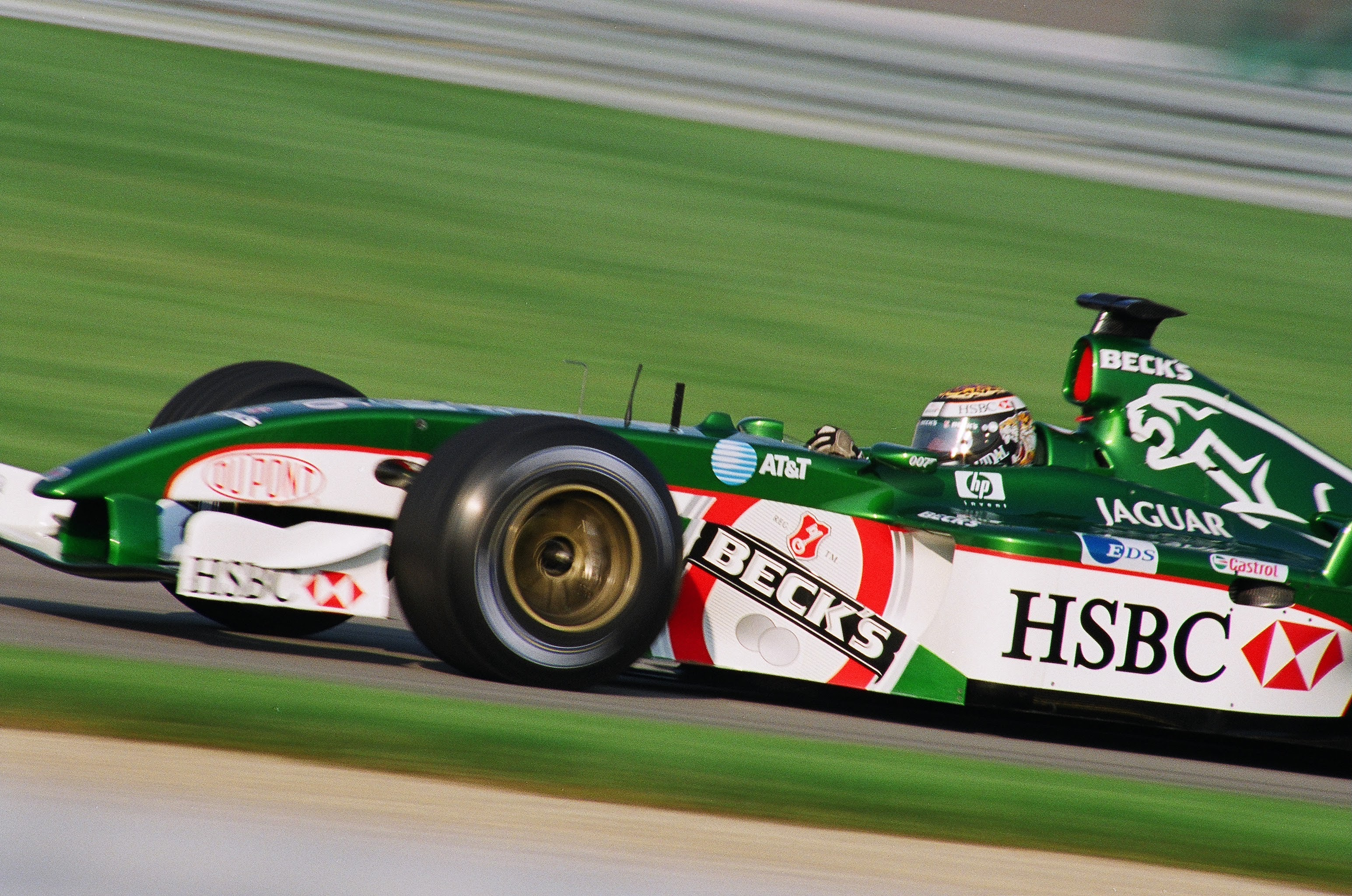
Irvine al Gran Premio degli Stati Uniti 2002 su Jaguar

La nuova stagione cominciò con la conquista di un quarto posto al Gran Premio d'Australia, favorito anche da un incidente al via che coinvolse varie vetture e da alcuni ritiri nelle fasi seguenti della gara. Nonostante il risultato, però, la monoposto non era competitiva e risultava molto attardata rispetto alle squadre rivali; in particolare la nuova Jaguar R3 mancava di efficienza aerodinamica soprattutto sull'anteriore. Nelle gare seguenti, infatti, Irvine non ottenne alcun risultato rilevante, segnalandosi solamente per una discussione con Barrichello per averlo ostacolato in un doppiaggio durante il Gran Premio di San Marino. Al Gran Premio di Spagna, il nord irlandese venne retrocesso all'ultimo posto dopo le qualifiche perché la sua vettura utilizzava benzina irregolare. Durante la parte centrale di stagione, Irvine non ottenne nessun risultato, venendo anzi costretto a sei ritiri consecutivi.
Nonostante ciò, la squadra aveva investito sugli sviluppi della vettura e, a partire dal Gran Premio di Gran Bretagna, introdusse una versione profondamente rinnovata della monoposto. I risultati lentamente migliorarono e, al Gran Premio del Belgio, Irvine riuscì ad interrompere la serie negativa, cogliendo un sesto posto. Al successivo appuntamento mondiale, il pilota britannico ottenne il miglior risultato della stagione: dopo essersi qualificato quinto, concluse la corsa al terzo posto. Nelle ultime due gare, non riuscì ad entrare in zona punti e chiuse nono in classifica piloti con otto punti.
Fallita la trattativa per il passaggio in Jordan per il 2003, in quanto il team irlandese voleva da Irvine cinque milioni di dollari per farlo gareggiare, decise di ritirarsi dal mondo delle corse.

#### Casco
All'inizio della carriera e durante la sua permanenza in Formula Ford il casco di Irvine era completamente bianco, dopodiché ne adottò uno molto simile a quello di Ayrton Senna. Il nordirlandese dichiarò infatti di essere stato un tifoso del pilota brasiliano e che il suo casco rappresentava un omaggio.
Successivamente, già dal periodo trascorso in Formula Nippon, il suo casco presentava strisce orizzontali di colore verde ed arancione, alternate. Sulla parte superiore del casco era presente un anello di colore arancione. Al suo approdo in Ferrari nel 1996, l'anello divenne rosso, con al centro lo stemma del Cavallino Rampante. Sempre dal 1996, sul retro comparve un trifoglio bianco, al centro di un cerchio di colore verde, ed era forse questa la parte più caratteristica del casco di Eddie in Ferrari. Al suo passaggio in Jaguar Racing nel 2000 il casco cambiò radicalmente: basicalmente di colore nero, ai lati presentava due teste di giaguaro stilizzate e sulla parte superiore l'anello divenne maculato, in omaggio al tipico manto del giaguaro. In più, due linee, una arancione ed una verde, partivano all'altezza del mento, sotto la visiera, e giungevano fino al retro del casco, dove partivano i due colli dei giaguari presenti sui lati.
Il verde e l'arancione, anche se a dosi diverse, sono sempre stati presenti sui suoi caschi ancor prima di arrivare in F1. Eddie spiegò che il verde era un omaggio alla Repubblica d'Irlanda e l'arancione un omaggio all'Ulster, ovvero la sua Irlanda del Nord; Eddie infatti dichiarò che non si sentiva appartenente né all'Eire né al Regno Unito, ma che si sentiva semplicemente irlandese.

## Dopo la Formula 1

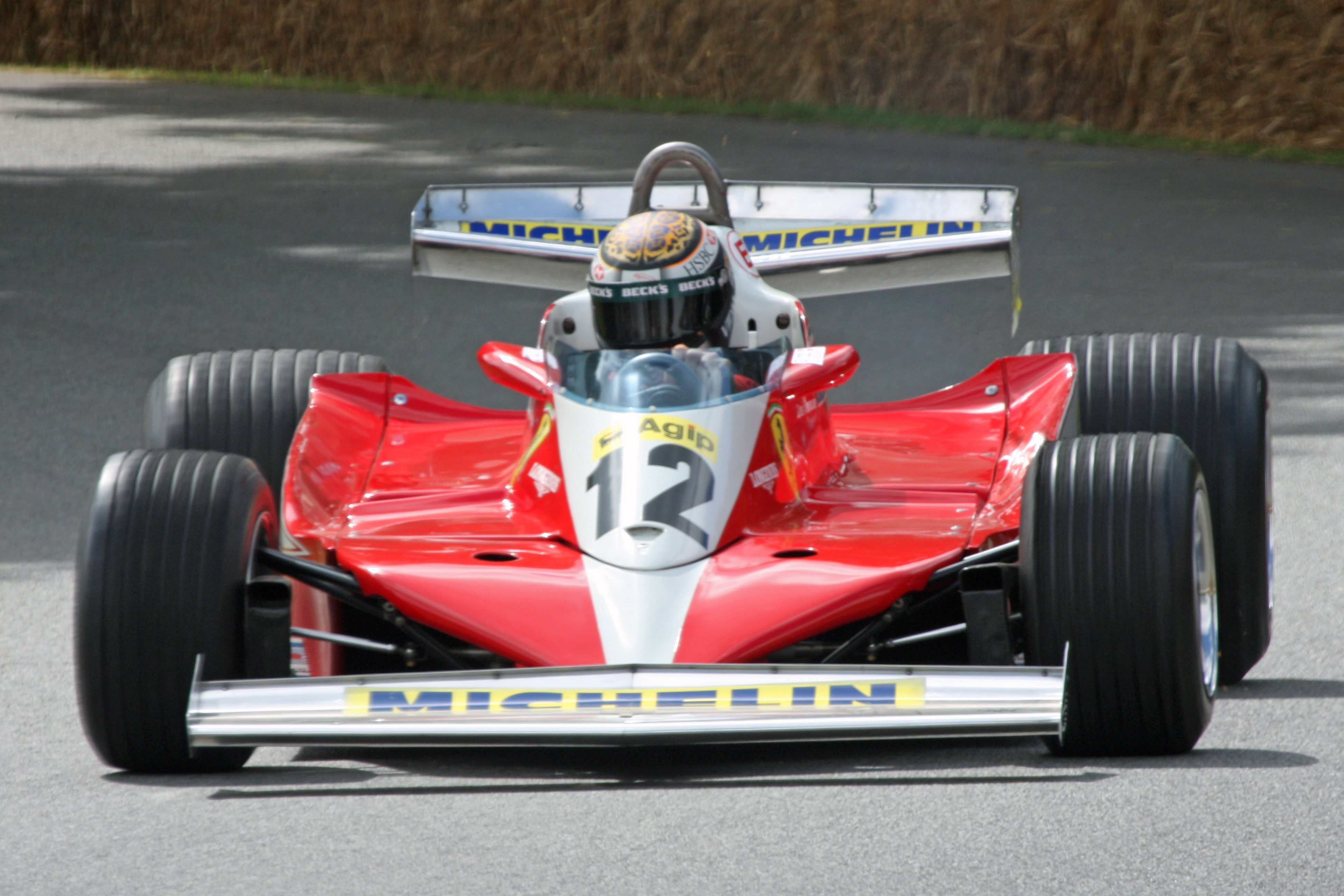
Irvine su Ferrari 312 T3 al Goodwood Festival of Speed del 2009

Ritiratosi dalla Formula 1 nel 2002, Eddie Irvine abbandonò il mondo delle corse, dedicandosi invece a quello economico, essendo proprietario di varie società, tra cui una di software. L'ex pilota possiede anche un centro sportivo e una squadra di calcio.
Nel 2004 è anche apparso nel film Un principe tutto mio, dove ha interpretato se stesso; nelle sequenze iniziali del film accetta la sfida del suo amico, il Principe Edward di Danimarca, a gareggiare con le rispettive auto e, alla fine di un lungo testa a testa, in vista del traguardo rallenta e lascia vincere l'avversario.
Ha inoltre partecipato a un torneo di poker trasmesso su Sky con altri piloti di Formula 1 nel 2008.
Nel 2024 compra il Covo di Nord Est, storico locale di Santa Margherita Ligure.

## Risultati completi in Formula 1
| 1993 | Scuderia | Vettura |  |  |  |  |  |  |  |  |  |  |  |  |  |  |   |     |  | Punti | Pos. |
| ---- | -------- | ------- |  |  |  |  |  |  |  |  |  |  |  |  |  |  | - | --- |  | ----- | ---- |
| 1993 | Jordan   | 193     |  |  |  |  |  |  |  |  |  |  |  |  |  |  | 6 | Rit |  | 1     | 20º  |

| 1994 | Scuderia | Vettura |     |    |    |    |   |     |     |     |     |     |    |     |   |   |   |     |  | Punti | Pos. |
| ---- | -------- | ------- | --- | -- | -- | -- | - | --- | --- | --- | --- | --- | -- | --- | - | - | - | --- |  | ----- | ---- |
| 1994 | Jordan   | 194     | Rit | ES | ES | ES | 6 | Rit | Rit | Rit | Rit | Rit | 13 | Rit | 7 | 4 | 5 | Rit |  | 6     | 16º  |

| 1995 | Scuderia | Vettura |     |     |   |   |     |   |   |     |   |     |     |     |    |   |    |   |     | Punti | Pos. |
| ---- | -------- | ------- | --- | --- | - | - | --- | - | - | --- | - | --- | --- | --- | -- | - | -- | - | --- | ----- | ---- |
| 1995 | Jordan   | 195     | Rit | Rit | 8 | 5 | Rit | 3 | 9 | Rit | 9 | Rit | Rit | Rit | 10 | 6 | 11 | 4 | Rit | 10    | 12º  |

| 1996 | Scuderia | Vettura |   |   |   |     |   |   |     |     |     |     |     |     |     |     |   |     |  | Punti | Pos. |
| ---- | -------- | ------- | - | - | - | --- | - | - | --- | --- | --- | --- | --- | --- | --- | --- | - | --- |  | ----- | ---- |
| 1996 | Ferrari  | F310    | 3 | 7 | 5 | Rit | 4 | 7 | Rit | Rit | Rit | Rit | Rit | Rit | Rit | Rit | 5 | Rit |  | 11    | 10º  |

| 1997 | Scuderia | Vettura |     |    |   |   |   |    |     |   |     |     |   |    |   |     |     |   |   | Punti | Pos. |
| ---- | -------- | ------- | --- | -- | - | - | - | -- | --- | - | --- | --- | - | -- | - | --- | --- | - | - | ----- | ---- |
| 1997 | Ferrari  | F310B   | Rit | 16 | 2 | 3 | 3 | 12 | Rit | 3 | Rit | Rit | 9 | 10 | 8 | Rit | Rit | 3 | 5 | 24    | 7º   |

| 1998 | Scuderia | Vettura |   |   |   |   |     |   |   |   |   |   |   |     |     |   |   |   |  | Punti | Pos. |
| ---- | -------- | ------- | - | - | - | - | --- | - | - | - | - | - | - | --- | --- | - | - | - |  | ----- | ---- |
| 1998 | Ferrari  | F300    | 4 | 8 | 3 | 3 | Rit | 3 | 3 | 2 | 3 | 4 | 8 | Rit | Rit | 2 | 4 | 2 |  | 47    | 4º   |

| 1999 | Scuderia | Vettura |   |   |     |   |   |   |   |   |   |   |   |   |   |   |   |   |  | Punti | Pos. |
| ---- | -------- | ------- | - | - | --- | - | - | - | - | - | - | - | - | - | - | - | - | - |  | ----- | ---- |
| 1999 | Ferrari  | F399    | 1 | 5 | Rit | 2 | 4 | 3 | 6 | 2 | 1 | 1 | 3 | 4 | 6 | 7 | 1 | 3 |  | 74    | 2º   |

| 2000 | Scuderia | Vettura |     |     |   |    |    |     |   |    |    |    |   |   |    |     |   |   |   | Punti | Pos. |
| ---- | -------- | ------- | --- | --- | - | -- | -- | --- | - | -- | -- | -- | - | - | -- | --- | - | - | - | ----- | ---- |
| 2000 | Jaguar   | R1      | Rit | Rit | 7 | 13 | 11 | Rit | 4 | 13 | 13 | SP | 8 | 8 | 10 | Rit | 7 | 8 | 6 | 4     | 13º  |

| 2001 | Scuderia | Vettura |    |     |     |     |     |   |   |     |   |     |   |     |     |    |     |   |     | Punti | Pos. |
| ---- | -------- | ------- | -- | --- | --- | --- | --- | - | - | --- | - | --- | - | --- | --- | -- | --- | - | --- | ----- | ---- |
| 2001 | Jaguar   | R2      | 11 | Rit | Rit | Rit | Rit | 7 | 3 | Rit | 7 | Rit | 9 | Rit | Rit | NP | Rit | 5 | Rit | 6     | 12º  |

| 2002 | Scuderia | Vettura |   |     |   |     |     |     |   |     |     |     |     |     |     |   |   |    |   | Punti | Pos. |
| ---- | -------- | ------- | - | --- | - | --- | --- | --- | - | --- | --- | --- | --- | --- | --- | - | - | -- | - | ----- | ---- |
| 2002 | Jaguar   | R3      | 4 | Rit | 7 | Rit | Rit | Rit | 9 | Rit | Rit | Rit | Rit | Rit | Rit | 6 | 3 | 10 | 9 | 8     | 9º   |

| Legenda | 1º posto     | 2º posto | 3º posto    | A punti         | Senza punti/Non class.  | Grassetto – Pole position Corsivo – Giro più veloce |
| Legenda | Squalificato | Ritirato | Non partito | Non qualificato | Solo prove/Terzo pilota | Grassetto – Pole position Corsivo – Giro più veloce |

## Riconoscimenti
- British Club Driver of the Year della rivista Autosport nel 1987
- British Competition Driver of the Year della rivista Autosport nel 1999
- Mike Hawthorn Memorial Trophy nel 1999